# 人民法院新闻传媒总社
人民法院新闻传媒总社，原名人民法院报社，位于北京市东城区东花市北里西区22号楼，是中华人民共和国最高人民法院直属事业单位。

## 简介
人民法院新闻传媒总社的前身是人民法院报社。人民法院报社是最高人民法院直属事业单位，主办《人民法院报》、《人民司法》杂志、中国法院网、最高人民法院影视中心以及内部文化刊物《天平》等媒体。此外还负责管理最高人民法院官网、官微、官博，以及旗下各种微信微博app。人民法院报社拥有东花市（北京市东城区东花市北里西区22号）、永定门（北京市丰台区右安门东庄幸福二巷18号）两处办公区。2016年，经中央机构编制委员会办公室批准，“人民法院报社”更名为“人民法院新闻传媒总社”。

## 下属媒体

### 《人民法院报》
《人民法院报》是由中华人民共和国最高人民法院主管发行的全国性报纸，创刊于1992年10月1日，报名为时任中共中央总书记江泽民所題，2000年1月改为日报发行。
2018年，报纸入选2017年全国百强报纸推荐名单。

### 最高人民法院影视中心
最高人民法院影视中心于1998年1月成立，由最高人民法院主管，人民法院报社（后改为人民法院新闻传媒总社）主办，2004年取得国家广电总局颁发的“广播电视节目制作经营许可证”。最高人民法院影视中心负责组织法治题材的影视剧、专题片的选题策划和拍摄工作。